# The Bob Newhart Show

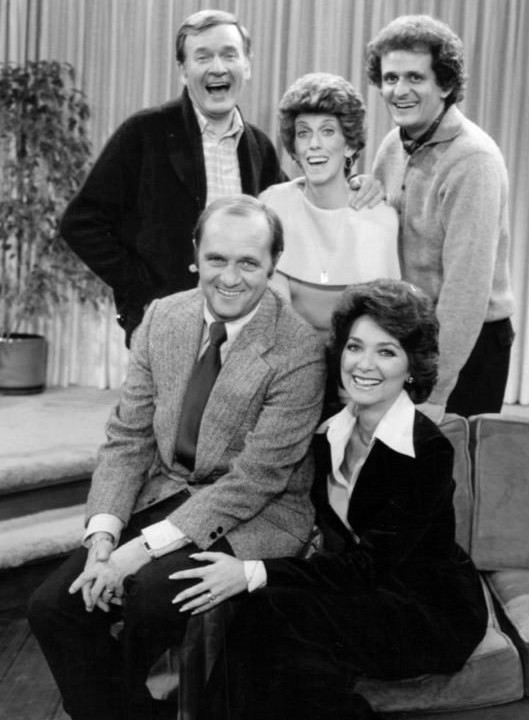
Il cast principale, dall'alto a sinistra in senso orario: Bill Daily (Howard Borden), Marcia Wallace, (Carol Kester), Peter Bonerz (Jerry Robinson), Suzanne Pleshette (Emily Hartley), Bob Newhart (Bob Hartley).

The Bob Newhart Show è una serie televisiva statunitense in 142 episodi trasmessi per la prima volta nel corso di 6 stagioni dal 1972 al 1978.
È una sitcom incentrata sulle vicende professionali e personali del dottor Robert 'Bob' Hartley, uno psicologo di Chicago.

## Trama
Robert Hartley è uno psicologo di Chicago. Gli episodi si concentrano sulle vicende professionali di Robert e sulla sua vita a casa con la moglie Emily Hartley, che lo sostiene anche se a volte è sarcastica, e su suoi rapporti con il vicino inetto Howard Borden. Presso l'ufficio medico dove Hartley ha il suo studio figurano Jerry Robinson, un odontoiatra con cui condivide lo studio, e la loro segretaria, amante degli scherzi, Carol Kester.
I tre pazienti di Hartley che si vedono più frequentemente sono il meschino e nevrotico Elliot Carlin, il veterano dei Marines Emil Peterson, e la timida e riservata Lillian Bakerman, una signora anziana che trascorre la maggior parte delle sedute lavorando a maglia.
In Bravo Dick (Newhart) vi è un crossover con The Bob Newhart Show nell'ultimo episodio (trasmesso il 21 maggio 1990) in cui riappare nel finale il personaggio del dottor Robert Hartley che si sveglia a letto con la moglie Emily e che dice di aver fatto uno strano sogno, raccontando poi la trama generale di Bravo Dick.

## Personaggi e interpreti

### Personaggi principali
- Dottor Robert 'Bob' Hartley (142 episodi, 1972-1978), interpretato da Bob Newhart.
- Emily Hartley (142 episodi, 1972-1978), interpretata da Suzanne Pleshette.
- Dottor Jerry Robinson (142 episodi, 1972-1978), interpretato da Peter Bonerz.
- Howard Borden (139 episodi, 1972-1978), interpretato da Bill Daily.
- Carol Kester (139 episodi, 1972-1978), interpretata da Marcia Wallace.
- Elliot Carlin (62 episodi, 1972-1978), interpretato da Jack Riley.
Carlin si è classificato 49ª nella lista di TV Guide dei 50 personaggi televisivi più grandi di tutti i tempi e il personaggio appare come guest star anche in A cuore aperto e Bravo Dick.[1]

### Personaggi secondari
- Mrs. Lillian Bakerman (19 episodi, 1972-1978), interpretata da Florida Friebus.
È una paziente di Bob.
- Mr. Emil Peterson (17 episodi, 1972-1978), interpretato da John Fiedler.
È un paziente di Bob.
- Ellen Hartley (15 episodi, 1974-1976), interpretata da Pat Finley.
- Michelle Nardo (15 episodi, 1972-1976), interpretata da Renée Lippin.
- Dottor Bernie Tupperman (13 episodi, 1972-1976), interpretato da Larry Gelman.
- Mr. Ed Herd (9 episodi, 1974-1977), interpretato da Oliver Clark.
- Larry Bondurant (7 episodi, 1975-1977), interpretato da Will Mackenzie.
- Mrs. Martha Hartley (7 episodi, 1972-1977), interpretata da Martha Scott.
È la madre di Bob.
- Margaret Hoover (7 episodi, 1972), interpretata da Patricia Smith.
È un'amica di Emily.
- Craig Plager (6 episodi, 1974-1978), interpretato da Howard Hesseman.
- Dottor Phil Newman (6 episodi, 1973-1976), interpretato da Howard Platt.
- Johnny Carson Jr. (6 episodi, 1974-1978), interpretato da Bobby Ramsen.
- Cliff Murdock (5 episodi, 1975-1977), interpretato da Tom Poston.
- Mr. Edgar Vickers (5 episodi, 1974-1975), interpretato da Lucien Scott.
- Howie Borden (5 episodi, 1972-1977), interpretato da Moosie Drier.
- Mr. Victor Gianelli (5 episodi, 1972-1973), interpretato da Noam Pitlik.
- Eddie (4 episodi, 1973-1978), interpretato da Bill Quinn.
- Al Brolio (3 episodi, 1975-1978), interpretato da Ric Mancini.
- Corrine Murdock (3 episodi, 1976-1977), interpretata da Jean Palmerton.
- Herbert Hartley (3 episodi, 1974-1978), interpretato da Barnard Hughes.
È il padre di Bob.
- Debbie (3 episodi, 1973-1976), interpretata da Shirley O'Hara.
- Joanie (3 episodi, 1972-1975), interpretata da Nora Marlowe.
- Junior Harrison (3 episodi, 1973-1976), interpretato da John Randolph.
È il padre di Emily.
- Mrs. Loomis (3 episodi, 1974-1975), interpretata da Merie Earle.
- Joan Rossi (3 episodi, 1973-1974), interpretata da Rhoda Gemignani.
- Chuck Brock (3 episodi, 1972-1974), interpretato da Richard Schaal.
- Mary Ellen (3 episodi, 1973-1974), interpretata da Jill Jaress.

## Produzione
La serie, ideata da David Davis e Lorenzo Music, fu prodotta da MTM Enterprises e girata nel CBS Studio Center a Studio City in California e a Chicago. Le musiche furono composte da Patrick Williams. Lo spettacolo fu girato davanti a un pubblico dal vivo.

### Registi
Tra i registi sono accreditati:
- Peter Bonerz in 29 episodi (1974-1978)
- Alan Rafkin in 23 episodi (1972-1975)
- Michael Zinberg in 15 episodi (1975-1978)
- Peter Baldwin in 12 episodi (1972-1974)
- James Burrows in 11 episodi (1975-1977)
- Dick Martin in 11 episodi (1977-1978)
- Jay Sandrich in 10 episodi (1972-1975)
- George Tyne in 6 episodi (1973-1974)
- Jerry London in 5 episodi (1973)
- Alan Myerson in 4 episodi (1976)
- John C. Chulay in 3 episodi (1976)
- Martin Cohan in 2 episodi (1973)
- Bob Claver in 2 episodi (1975)

### Sceneggiatori
Tra gli sceneggiatori sono accreditati:
- Lorenzo Music in 70 episodi (1972-1975)
- David Davis in 69 episodi (1972-1975)
- Tom Patchett in 20 episodi (1972-1976)
- Jay Tarses in 20 episodi (1972-1976)
- Gordon Farr in 13 episodi (1975-1977)
- Lynne Farr in 13 episodi (1975-1977)
- Jerry Mayer in 10 episodi (1972-1975)
- Charlotte Brown in 9 episodi (1972-1974)
- Sy Rosen in 9 episodi (1976-1977)
- Martin Cohan in 6 episodi (1972-1974)
- Lloyd Garver in 5 episodi (1977-1978)
- Bill Idelson in 4 episodi (1973)
- Phil Davis in 4 episodi (1975-1977)
- Michael Zinberg in 4 episodi (1975-1977)
- Laura Levine in 4 episodi (1977-1978)
- Coleman Mitchell in 3 episodi (1974-1975)
- Geoffrey Neigher in 3 episodi (1974-1975)
- Bruce Kane in 3 episodi (1975-1977)
- Gary David Goldberg in 3 episodi (1976-1977)
- David Lloyd in 3 episodi (1976-1977)
- Hugh Wilson in 3 episodi (1976)
- Glen Charles in 3 episodi (1977-1978)
- Les Charles in 3 episodi (1977-1978)
- Earl Pomerantz in 3 episodi (1977-1978)
- Andrew Smith in 3 episodi (1977-1978)

## Distribuzione
La serie fu trasmessa negli Stati Uniti dal 16 settembre 1972 al 1º aprile 1978 sulla rete televisiva CBS.

## Episodi
| Stagione         | Episodi | Prima TV USA | Prima TV Italia |
| ---------------- | ------- | ------------ | --------------- |
| Prima stagione   | 24      | 1972-1973    |                 |
| Seconda stagione | 24      | 1973-1974    |                 |
| Terza stagione   | 24      | 1974-1975    |                 |
| Quarta stagione  | 24      | 1975-1976    |                 |
| Quinta stagione  | 24      | 1976-1977    |                 |
| Sesta stagione   | 22      | 1977-1978    |                 |